# ヘルマ・バウマ
ヘルマ・バウマ(Hermine ("Herma") Bauma、1915年1月23日 - 2003年2月9日は、オーストリアの陸上競技選手。1948年ロンドンオリンピック女子やり投の金メダリストである。
バウマは、1936年ベルリンオリンピックの直前に女子やり投で45.71mのヨーロッパ新記録を樹立。しかし、オリンピックでは銅メダルまであと14cm届かず4位に終わる。
第二次世界大戦をはさんで、1947年に48.21mの世界新記録を樹立。翌年、12年ぶりに開催されたロンドンオリンピックでは45.57mの記録で金メダルを獲得した。彼女は1952年ヘルシンキオリンピックにも出場しているが、42.54mで9位という結果に終わり、競技から引退した。